# Sorso
Sorso település Olaszországban, Szardínia régióban, Sassari megyében. Lakosainak száma 14 397 fő (2023. január 1.). Sorso Castelsardo, Sassari, Tergu és Sennori községekkel határos.

## Gazdaság
Különböző ételeket állítanak elő Sorsóban és környékén, például olívaolaj, zöldségek, bor és sajt. A közösség nevét adja a Moscato di Sorso-Sennori szép muskotálybornak. A turizmus a gazdaság fontos ága a kereskedelem mellett.

## Népesség
A település lakossága az elmúlt években az alábbi módon változott:
| Lakosok száma | 14 755 | 14 826 | 14 397 |
|               | 2017   | 2018   | 2023   |

## Közlekedés

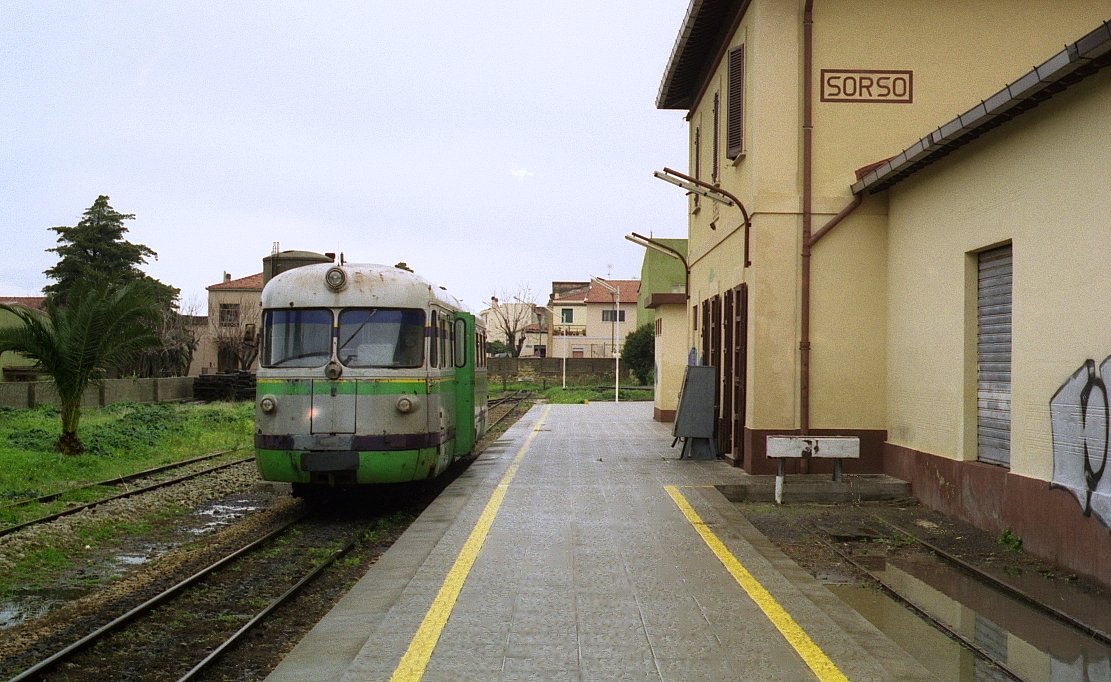
Az állomás

A településnek vasútállomása van.